# Bilik Bindik
Pour les articles homonymes, voir Bilik.
Bilik Bindik  est une localité de la région du Centre au Cameroun, localisée dans la commune d'Ebebda et le département de la Lekié.

## Population
En 1965 Bilik Bindik comptait 326 habitants, principalement des Eton.
Lors du recensement de 2005, ce nombre s'élevait à 798.